# 韓国教員大学校
韓国教員大学校（かんこくきょういんだいがっこう、朝鮮語: 한국교원대학교、英語: Korea National University of Education）は、大韓民国の忠清北道清州市興徳区にある国立大学。略称は教員大（교원대、キョウォンデ）。

## 学部
学士課程には24の専攻学科を設置。同一・類似系統の専攻学科を4つのカレッジに集約・編成している。
第1大学
幼稚園・小学校の教員養成（幼児教育、初等教育、教育）。
第2大学
中等人文・社会科学系の教員養成（国語教育、倫理教育、英語教育、一般社会教育、ドイツ語教育、地理教育、フランス語教育、歴史教育、中国語教育）。
第3大学
中等自然科学・工学系の教員養成（数学教育、家庭教育、物理教育、技術教育、化学教育、コンピュータ教育、生物教育、環境教育、地球科学教育）。
第4大学
中等芸術・体育系の教員養成（音楽教育、美術教育、体育）。

## 大学院
- 一般大学院
- 特別大学院（教育大学院）

修士課程のみ。
- 専門大学院（教育政策専門大学院）

2年制課程の修士と3年制課程の博士課程。

## 付属学校
- 韓国教員大学付設高校
- 韓国教員大学付設美穂中学校
- 韓国教員大学付設月谷小学校
- 韓国教員大学付設幼稚園